# 良方濟
良方濟（西班牙語：Fr. Francisco Herce, OP，？—1894年），人稱良神父，是一位道明會的神父。他以建設鞏固萬金天主堂及其教區為人所知。

## 在臺傳教
良方濟神父於1864年抵達臺灣本島。 1865年，他受郭德剛神父等派遣自臺南安平乘帆船前往雞籠，在當地建立教堂與傳教。後來，他因水土不服患病，而中斷在臺灣北部的傳教事業。
1869年，良方濟先自雞籠回到打狗，又接任萬金本堂神父。當時，他自當地居民購得一片林地；同年12月，他著手規劃在當地重建一座堅固的大教堂。在他的規劃下，教堂外貌以西班牙式建築為模仿對象。同時，他指派傳道員「阿成哥」為建築工程的監督者，聘請來自福州和廈門的泥水匠與木工，又動員眾教友投入興建事務。
1871年，良方濟聘請來自福州的雕刻師製作「聖母轎」（教堂聖母塑像遊行時所乘坐的木轎）。同年復活節後，他又規劃在教堂周邊興建神父事務廳及住宅，以及磚造男女道理廳各一座。
1872年，良方濟有感當地馬卡道平埔族教友常遭鄰近客家族群侵奪耕地，生活陷入困境；因而籌資二千圓，購得教堂周圍土地，以低廉的租金供予沒有耕地與房屋的教友使用居住，以安定其生活並形成以教堂為中心的聚落。
1886年至1893年，良方濟任職於前金天主堂。
1887年3月初，良方濟派遣何安慈神父（Fr. Celedonio Arranz, OP）前往和尚州（後稱蘆洲）傳教。